# René Depestre
René Depestre é um poeta, romancista e ensaísta nascido em 29 de agosto de 1926 em Jacmel, Haiti.
Publicou sua primeira coletânea de poemas, Étincelles, em 1945. Ativista político, teve que deixar o Haiti depois que o regime militar tomou o poder, se mudando para Paris e estudando na Sorbonne. Se mudou para Cuba em 1959 e apoiou o regime de Fidel Castro, porém se desapontou com o caminho da revolução, especialmente após o caso do poeta cubano Herberto Padilla em 1971, e decidiu deixar a ilha em 1978.
Nos anos 1980, se mudou para Lézignan-Corbières. Seu romance Hadriana dans tous mes rêves lhe rendeu o prêmio Renaudot em 1988.

## Biografia
René Depestre nasceu em 1926 na cidade de Jacmel, no Haiti. Fez seus estudos primários na instituição religiosa Irmãos da Instrução Cristã de Ploërmel. Considera sua infância uma fonte de inspiração: "Toda vez que eu pego a caneta, sou imediatamente projetado em uma manhã em Jacmel tremendo de luz e cantos de pássaros". Sua mãe lhe apresentou as cerimônias de vodu. Seu pai faleceu em 1936 e ele foi morar com a avó materna, que o coloca pra ser aprendiz de alfaiate; ele aprende a cortar e costurar.
De 1940 a 1944, estudou na Escola Secundária Alexandre-Pétion em Porto Príncipe. Em 1942, enquanto estava no terceiro ano, tornou-se amigo do poeta cubano Nicolás Guillén; o relacionamento durou até Depestre romper com o regime de Castro.
Em 1945, juntamente com outros jovens intelectuais haitianos, criou a revista literária La Ruche e publicou uma primeira coletânea de poemas, Étincelles. Foi marcado pela visita de André Breton, a convite do médico e escritor francês Pierre Mabille, a Porto Príncipe. Depestre fica desde então conhecido como um poeta opositor ao regime. Em 1946, participou do movimento revolucionário que permitiu derrubar Elie Lescot. Mas com a chegada do regime militar no país, ele é preso e em seguida forçado a deixar a ilha.
Depestre se mudou para Paris, onde estudou literatura e ciência política na Sorbonne entre 1946 e 1950. Ele reside no pavilhão cubano da cidade universitária internacional e acaba conhecendo muitos cubanos lá, que irão forjar seu amor por este país vizinho do Haiti. Ele também conhece poetas surrealistas e se interessa pelo movimento da negritude, mas é cauteloso com um certo radicalismo no assunto e defende uma abertura que então dará origem ao Antillanité, movimento literário teorizado por seu amigo Édouard Glissant, que levará à noção de créolité desenvolvida posteriormente por Raphaël Confiant. Ele também cruza o caminho de Léopold Sédar Senghor e inicia uma longa amizade com Aimé Césaire. Por se tornar muito próximo dos movimentos de descolonização, acaba sendo expulso do território francês.
Depestre se mudou para a Hungria com sua esposa Edith Gombos Juvel, uma judia de origem húngara com quem se casou em 1949; ela aparece em seus poemas sob o nome de Dito. Depois viveu em Praga, de onde foi expulso em 1952. Se mudou para Cuba, mas o regime de Fulgencio Batista o expulsa. Depestre então viaja pelo mundo, residindo notavelmente no Brasil e no Chile, onde organiza com seus amigos Jorge Amado e Pablo Neruda o Congresso Continental da Cultura. Depois de passar por Paris, onde participou do Congresso de Escritores e Artistas Negros de 1956, ele finalmente retorna a Cuba em 1959, após o convite de seu amigo Nicolás Guillén e Che Guevara.
Ele trabalha com Che Guevara em um projeto para desembarcar no Haiti e combater a ditadura de "Papa Doc". A operação acabou sendo cancelada por Fidel Castro após o fracasso de um desembarque similar na República Dominicana contra Rafael Trujillo.
Depestre continuou escrevendo poesia e publicou Minerai noir em 1956, traduzido para o russo em 1961 por Pavel Antokolsky, no qual evoca os sofrimentos e as humilhações da escravidão.
Enquanto dá crédito ao regime de Fidel Castro pela descolonização total da África e a abolição do racismo institucional em Cuba, ele critica a falta de liberdade de expressão. Depestre se torna responsável pela gráfica nacional e esta posição permite-lhe fazer muitas viagens ao mundo comunista, durante as quais se encontra com Ho Chi Minh e Mao Zedong. Em 1971, durante o julgamento e encarceramento do poeta cubano Herberto Padilla, ele o defende publicamente e denuncia os excessos do regime político estabelecido na ilha. Após seu posicionamento, ele é removido do poder castrista e relegado à Universidade de Havana, onde tem que ensinar policiais disfarçados de estudantes falsos: "Minha cadeira era uma cadeira falsa e eu era um professor falso que falava com estudantes falsos." Para Depestre, "é difícil para um poeta ser um bom stalinista." Dos seus vinte anos em Cuba, ele reconhece "ganhos em termos de saúde, educação e emancipação das mulheres." Em 2016, no entanto, diz que se considerava "reconciliado" com Cuba.
Colocado sob prisão domiciliar por Fidel Castro, René Depestre conseguiu fugir de Cuba e se mudou para Paris em 1978 com sua segunda esposa, a cubana Nelly Compano. Trabalhou lá por muitos anos com a UNESCO sob recomendação de Amadou-Mahtar M'Bow.
René Depestre continua seu trabalho como escritor-poeta em Lézignan-Corbières, onde se estabeleceu na década de 1980. Em 1988, ele recebeu o Prêmio Renaudot por seu romance Hadriana dans tous mes rêves.
Uma importante coleção René Depestre (fotografias, manuscritos, correspondência) é mantida na Biblioteca Multimídia Francofona de Limoges.
Ele também é tio de Michaëlle Jean, Secretária Geral da Organização Internacional da Francofonia e ex-Governadora Geral do Canadá.

## Obras

### Poesia
- Étincelles, Port-au-Prince, Imprimerie de l'État, 1945.
- Gerbe de sang, Port-au-Prince, Imprimerie de l'État, 1946.
- Végétations de clarté, préface d'Aimé Césaire, Paris, Seghers, 1951.
- Traduit du grand large, Paris, Seghers, 1952.
- Minerai noir, Paris, Présence Africaine, 1956.
- Journal d'un animal marin, Paris, Seghers, 1964.
- Un Arc-en-ciel pour l'Occident chrétien, Paris, Présence Africaine, 1967.
- Cantate d'octobre, édition bilingue, La Havane, Institut du Livre; Alger, SNED, 1968.
- Poète à Cuba, préface de Claude Roy, Paris, Oswald, 1976.
- En état de poésie, Paris, Éditeurs français réunis, 1980.
- Au matin de la négritude, préface de Georges-Emmanuel Clancier, Paris, Euroediteur, 1990.
- Journal d'un animal marin, choix de poèmes 1956-1990, Paris, Gallimard, 1990.
- Anthologie personnelle, Arles, Actes Sud, 1993.
- Adieu à la Révolution et En fils créole de la francophonie, dans Écrire la «parole de nuit», la nouvelle littéraire antillaise, Paris, Gallimard, Folio essais, 1994, 53-57.
- Non-assistance à poètes en danger, préface de Michel Onfray, Paris, Seghers, 2005.
- Étincelles suivi de Gerbes de sang, Port-au-Prince, Presses Nationales d'Haïti, 2006.
- Rage de vivre, œuvres poétiques complètes, Paris, Seghers, 2007, 528 p.

### Prosa
- Pour la révolution pour la poésie, essai, Montréal, Leméac, 1974.
- Le Mât de Cocagne, roman, Paris, Gallimard, 1979; Folio, 1998.
- Bonjour et adieu à la négritude, essai, Paris, Laffont, 1980; 1989.
- Alléluia pour une femme-jardin, récits, Paris, Gallimard, 1981; Folio, 1986, 1990.
- Hadriana dans tous mes rêves, roman, Paris, Gallimard, 1988; Folio 1990.
- Éros dans un train chinois, nouvelles, Paris, Gallimard, 1990; Folio, 1993.
- Les aventures de la créolité, lettre à Ralph Ludwig, dans Écrire la «parole de nuit», la nouvelle littéraire antillaise, Paris, Gallimard, Folio essais, 1994, p. 159-170.
- La mort coupée sur mesure dans Noir des Îles, collectif, Paris, Gallimard, 1995, p. 95-126.
- Vive la lecture, dans En quête du livre, collectif, Paris, Paroles d'aube, 1997.
- Ainsi parle le fleuve noir, Paris, Paroles d'Aube, 1998.
- Le Métier à métisser, essai, Paris, Stock, 1998.
- Comment appeler ma solitude, Paris, Stock, 1999.
- Encore une mer à traverser, Paris: La Table Ronde, 2005.
- L'Œillet ensorcelé et autres nouvelles, Paris, Gallimard, 2006.
- Popa Singer, Paris, Éditions Zulma, 2016.

### Traduções
- Nicolás Guillén, Le Grand Zoo, Paris, Seghers, 1966.
- Poésie cubaine, 1959-1966, anthologie Heberto Padilla, édition bilingue, La Havane, Institut du Livre, 1967.
- Roberto Fernández Retamar, Avec les mêmes mains, Paris, Oswald, 1968.
- César Fernández Moreno, Un catalogue de vieilles automobiles, Paris, Saint-Germain-des-Prés/Unesco, 1988.

### Prefácios
- Amin Khan, Arabian blues, Saint-Brieuc, MLD, 2012.

## Filmografia
- René Depestre - romancier et poète de Sarah Maldoror (5 min - documentário) 1984
- René Depestre : Chronique d'un animal marin de Patrick Cazals (63 min - documentário) 2004